# Marcus Daniell
Marcus Daniell (Wairapapa, 9 de novembro de 1989) é um tenista profissional neo-zelandês, possui um título de duplas, seu melhor ranking em duplas de N. 213.

## Conquistas: 1 (1–0)

#### Duplas (1)
| Legenda (pre/pós 2009)                                        |
| Grand Slam Tournaments (0)                                    |
| Tennis Masters Cup / ATP World Tour Finals (0)                |
| ATP Masters Series / ATP World Tour Masters 1000 (0)          |
| ATP International Series Gold / ATP World Tour 500 Series (0) |
| ATP International Series / ATP World Tour 250 Series (1)      |

| Títulos por Piso |
| Duro (1)         |
| Saibro (0)       |
| Grama (0)        |
| Carpete (0)      |

| Posto   | N. | Data             | Torneio                 | Piso | Parceiro    | Oponentes na final        | Placar  |
| Campeão | 1. | Janeiro 16, 2010 | Auckland, Nova Zelândia | Duro | Horia Tecău | Marcelo Melo Bruno Soares | 7-5 6-4 |